# Res Gestae Divi Saporis
 (janvier 2019).
 (janvier 2019).

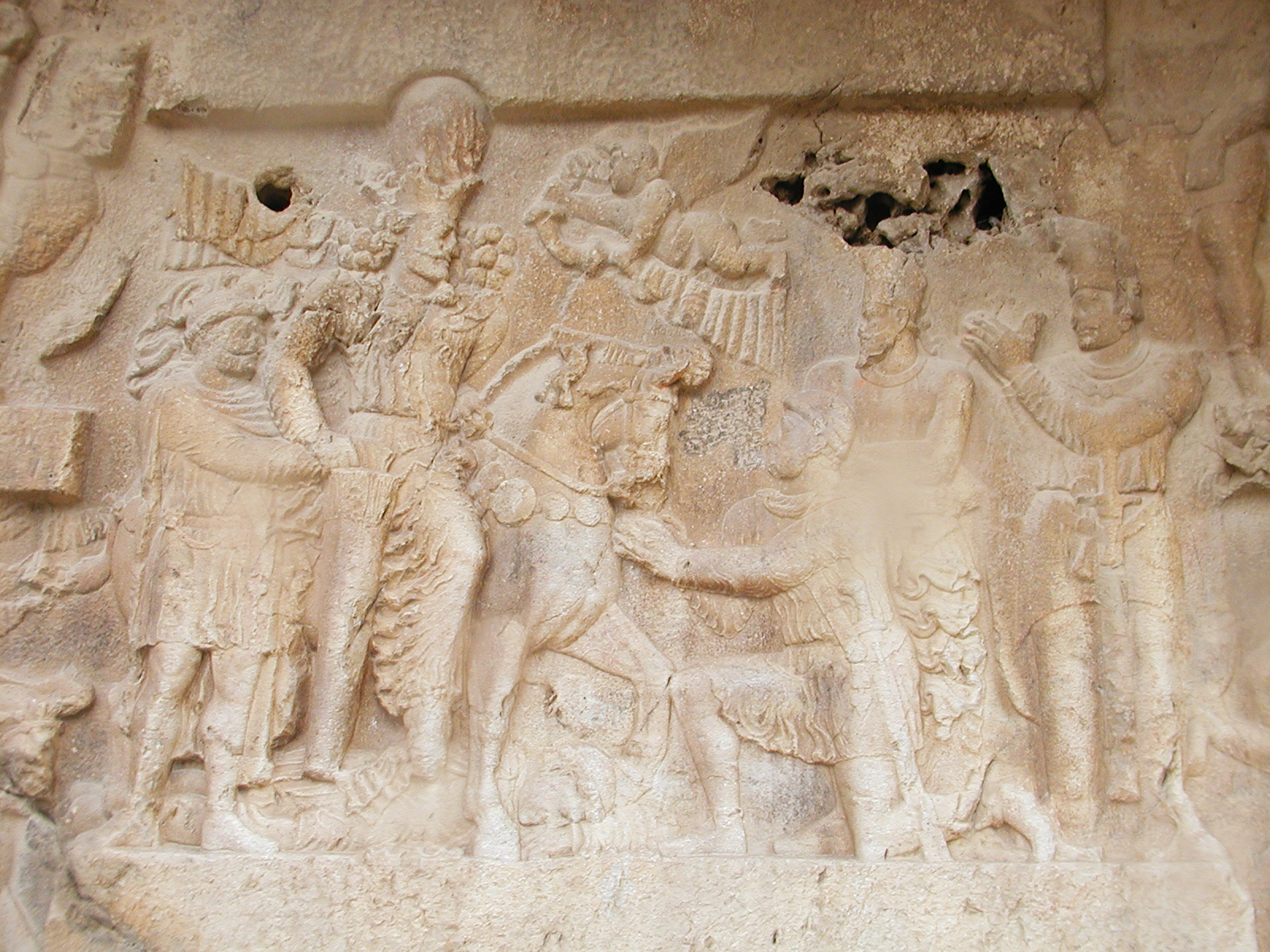
Relief sassanide de Bishapour / Neyriz représentant le triomphe de Sapor Ier. Gordien III est au sol, piétiné par le cheval de Sapor. Au pied du cheval, un genou en terre, on trouve Philippe l'Arabe, en train de rendre hommage à Sapor.

Les Res Gestae Divi Saporis, en français les « hauts-faits du divin Sapor » - par analogie aux Res Gestae Divi Augusti - est le nom donné à un document épigraphique établi en 260 ap. J.-C. et relatant les conquêtes, victoires militaires, et actes royaux de Sapor Ier, souverain perse sassanide entre 241 et 272 ap. J.-C., depuis son accession au trône jusqu'à la date de rédaction de l'inscription. L'inscription est trilingue : grec, moyen-persan et parthe, elle est située sur la tombe du souverain Sapor à Naqsh-e-Rustam, à environ 12 km au nord de Persépolis dans la province du Fars en Iran.

## Contexte archéologique et structure de l'inscription

### Découverte
Le tombeau de Sapor Ier est peut-être le plus célèbre des nombreux reliefs perses sassanides de Naqsh-e-Rustam, nécropole royale perse en usage dès l'époque achéménide. On retrouve figuré sur le monument, installé juste sous le tombeau de Darius Ier, différentes étapes des victoires de Sapor sur plusieurs empereurs romains, notamment la soumission de Valérien capturé au combat. Ce monument funéraire se présente comme un tombeau rupestre orné, reprenant la forme et l'emplacement des grands monuments funéraires achéménides dont il est le voisin immédiat. C'est sur un édifice voisin, appelé la « Kaaba de Zoroastre », dégagé en 1936 par les équipes de l'Oriental Institute of Chicago, que figure l'inscription triomphale de Sapor Ier, en trois langues. L'inscription fut publiée provisoirement en 1940, puis définitivement en 1953. 
D'autres reliefs concernant la vie de Sapor Ier sont connus à Bishapur (Neyriz), on y voit notamment l'épisode de la victoire contre Gordien III (mort au combat) et l'hommage rendu par Philippe l'Arabe.

### Organisation du texte
Le document épigraphique est particulièrement long : 70 lignes pour la version grecque, soit 226 lignes de typographie moderne. Il se compose ainsi : 
- I. Généalogie du Roi (L. 1-2)
- II. Description de l'Empire (L. 2-6)
- III. Campagnes victorieuses (L. 6-37) : 
  - a) première campagne, contre Gordien III (L. 6-10)
  - b) deuxième campagne (L. 10-19)
  - c) troisième campagne, contre Valerien (L. 19-36)
  - d) conclusion (L. 36-37)
- IV. Fondations religieuses (L. 37-68) : 
  - a) feux (L. 37-43)
  - b) sacrifices commémoratifs (L. 43-68)
- V. Conclusion : « Sapor instrument des dieux ; que ses successeurs prennent exemple sur lui » (L. 68-70)

La première traduction du texte en français fut donnée par Julien Guey à la suite des travaux d'André Maricq et d'Ernest Honigmann.

## Traduction desRes Gestae Divi Saporis
Le texte des Res Gestae se compose de plusieurs parties, dont on dispose de la traduction :

### Les possessions et provinces commandées
« (1) Moi, Sapor Ier, adorateur de Mazda, roi des rois de Perse et d'ailleurs, descendant des Dieux, fils d'Ardashir Ier adorateur de Mazda, roi des rois de Perse, (2) descendant des dieux, neveu du roi Papak, je suis le seigneur de l'Iranshahr, je possède les terres qui suivent : Fars, Pahlav, Huzestan, Meshan, Asorestan, Nod-Ardakhshiragan, Arbayestan, Adurbadagan, (3) Armen, Virozan, Segan, Arran, Balasagan jusqu'au Caucase et à la Porte des Alains, et tout le Padishkwargar, Mad, Gurgan, Marv, (4) Harey, et tout l'Abarshahr, Kerman, Sakastan, Turan, Makran, Pardan, Hind, Kushanshahr jusqu'à Pashkibur et aux confins de Kashgaria, la Sogdiane et (5) Chach, et de l'autre côté de la mer jusqu'aux rivages de Mazonshahr. J'ai donné le nom de Shapur à une ville dont le nom est Peroz-Shapur, comme il fut fait avec Ormisda-Ardashir. »

### Première campagne contre Rome (Gordien III, Philippe l'Arabe)
« (6) Sur toutes ces terres, souverains et gouverneurs me sont redevables du tribut et sont mes sujets. Quand dans un premier temps je montai sur mon trône et initiai mon règne, le César Gordien (7) enrôla par-delà tout l'empire une force composée de Goths, de Germains, et vint envahir toute l'Assyrie, marchant vers la Babylonie, contre le royaume des Parthes et contre nous. À la frontière de (8) l'Assyrie, à Misichè, une grande bataille rangée eut lieu. Le César Gordien fut tué et les armées romaines furent détruites. Les Romains prirent alors pour nouveau César un certain Philippe (9), qui vint à nous pour établir les termes de la paix, et pour obtenir la vie sauve des prisonniers, nous versant une somme de 500 000 deniers et devenant notre tributaire. (10) Pour cette raison, j'ai décidé de renommer la ville de Misiché en Peroz-Shapur (La victoire de Shapur). »

### Deuxième campagne contre Rome (Trajan Dèce / Trébonien Galle)
« Mais César mentit à nouveau et fit du tort à l'Arménie. (11) Puis, nous attaquâmes encore l'Empire romain et détruisîmes une force de 60 000 soldats à Barbalissos, tandis que nous ravagions la Syrie en brûlant et détruisant tout sur notre passage, (12) prenant tout. Au cours de cette campagne, nous conquîmes de nombreuses forteresses et villes romaines : la ville d'Anatha et ses alentours, Birtha, (13) Sura, Barbalissos, Hiérapolis, Béroée, Chalcis (Qinnasrin), Apamée, (14) Rhépania, Zeugma, Ourima, Gindaros, Armenaza, (15) Séleucie, Antioche, Cyrrhus, Alexandrette, (16) Nicopolis, Sinzara, Chamath, Ariste, Dichor, (17) Doliche, Doura Europos, Circesium, Germanicia, Batnae, Chanar, (18) et en Cappadoce Satala, Domana, Artangil, Souisa, (19) Phreata, pour un total de 37 villes et leurs faubourgs. »

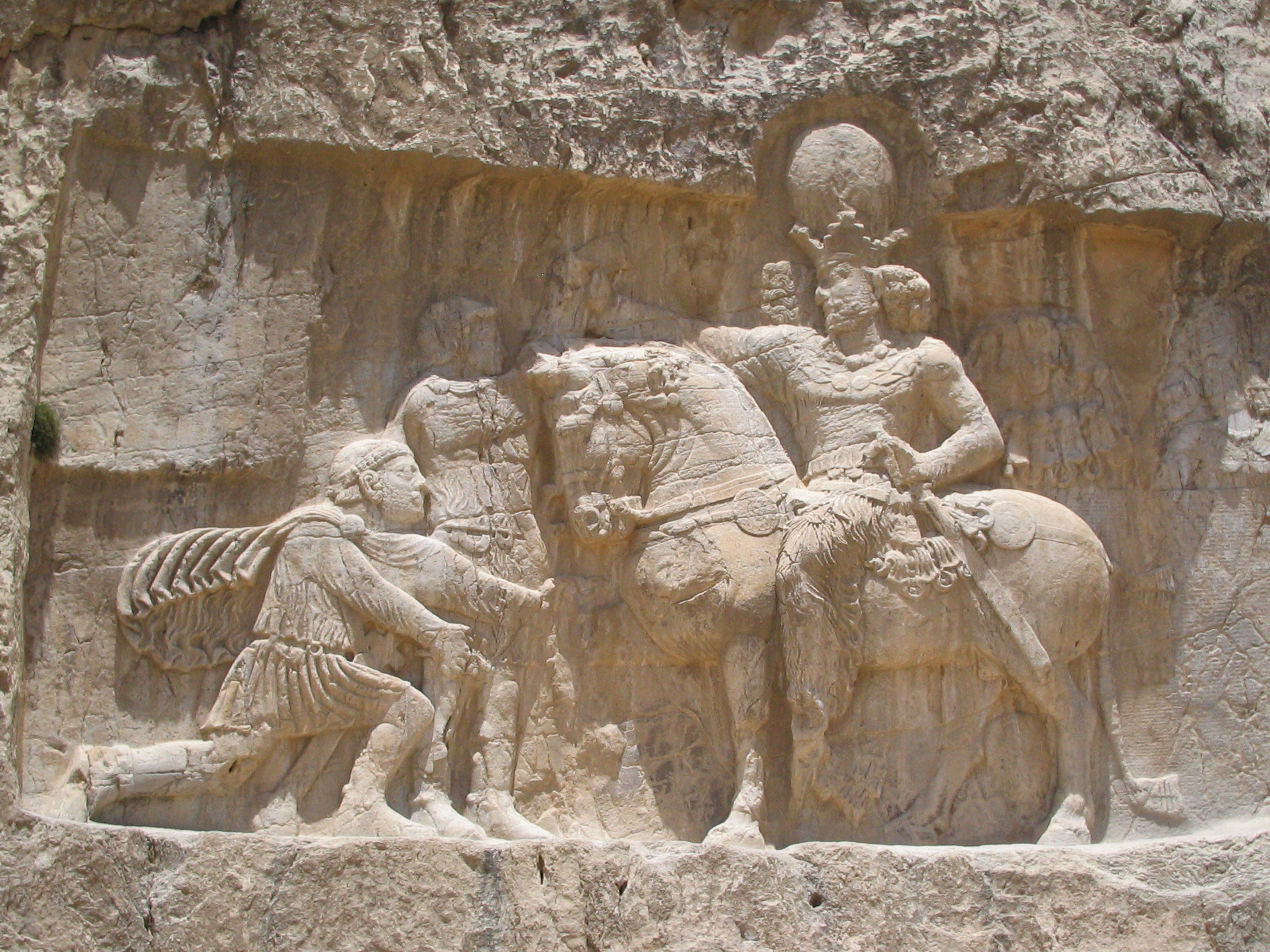
Relief sassanide de Naqsh-e Rustam représentant Sapor Ier capturant Valérien, et recevant l'hommage de Gallien, à genoux devant le souverain.

### Troisième campagne contre Rome (Valérien, Gallien)
« Durant la troisième invasion, nous marchâmes contre Edesse et Carrhes, et nous les assiégeâmes, (20) tant et si bien que le César Valérien fut obligé de marcher contre nous. Il avait avec lui une force de 70 000 hommes comprenant les nations de Germanie, Rhétie, Norique, Dacie, Pannonie, (21) Mésie, Thrace, Bithynie, Asie, Pamphylie, Isaurie, (22) Lycaonie, Galatie, Lycie, Cilicie, Cappadoce, Phrygie, Syrie, Phénicie, (23) Judée, Arabie, Maurétanie, Lydie, Mésopotamie. (24) Une grande bataille fut livrée entre Carrhes et Edesse entre nous et Valérien, et nous le capturâmes, faisant de lui notre prisonnier de nos propres mains (25) avec d'autres généraux de l'armée de Rome, notamment son préfet du prétoire, des sénateurs et autres officiels. Tous ceux-là, nous les fîmes prisonniers et nous les déportâmes (26) en Perse. En outre, nous brûlâmes, dévastâmes, et saccageâmes la Syrie, la Cilicie et la Cappadoce. (27) Au cours de cette troisième campagne nous primes à l'Empire romain les villes de Samosate et ses alentours, la cité d'Alexandrie et ses alentours, Katabolon, (28) Aigeai, Mopsuestia, Mallos, Adana, Tarse, Zéphyrion, (29) Sébastè, Corycos, Agrippiada, Castabala, Néronias, (30) Flavias, Nicopolis, Célendéris, Anémurium, (31) Sélinus, Myonpolis, Antioche, Séleucie ad Calycadnum, Domitiopolis, (32) Tyana, Césarée, Comana, Cybistre, Sébastia, (33) Birtha, Rhakoundia, Laranda, Iconium. Toutes ces villes (34) et leurs alentours sont au nombre de 36. »

### Installation dans des colonies
« (35) Les hommes venus des terres des Romains furent conduits comme prises de guerre en Perse, Parthie, Xuzestan, Asurestan, et dans d'autres terres, où des colonies avaient été établies par moi, par mon père et par mes ancêtres. Par moi, bien d'autres terres furent prises, de nombreux actes de renommée et de bravoures furent accomplis, qui ne sont pas relatés ici. Ces hauts faits ci-écrits le furent pour que tout un chacun se rappelle la gloire et la bravoure de mon règne. Pour cette raison, considérant que les dieux firent de moi un souverain pour ce but, car c'est grâce à leur soutien que j'ai acquis ces si nombreuses terres, de nombreux feux de Bahram furent établis par moi, et le culte des dieux en fut grandi. »

### Sacrifices et actions de grâce rendus aux dieux pour la famille royale
« Par cette inscription j'établis : un feu, à Husraw-Shapur en son nom, pour mon âme et ma future gloire ; un feu, à Husraw-Adur-Anahid en son nom, pour l'âme et la future gloire d'Adur-Anahid, la Reine des Reines, ma fille ; un feu, à Husraw-Ohrmezd-Ardashir en son nom, pour l'âme et la future gloire d'Ohrmezd-Ardashir, le grand-roi d'Arménie, mon fils ; un autre feu, à Husraw-Shapur, en son nom, pour l'âme et la gloire future de Shapur, roi de Meshan, mon fils ; un feu, à Husraw-Narseh en son nom, pour l'âme et la gloire future d'Arier, le bien-dévoué à Mazda Narseh, roi de l'Hindustan, du Sakastan, du Touran jusqu'aux rivages de la mer, mon fils. Que ces vœux soient accomplis tels qu'écrits en accord avec le protocole. Parmi les 1000 agneaux qui me sont traditionnellement dus en surplus, et de ceux qui furent donnés par moi aux feux, en accord avec cela j'ai commandé que soient sacrifiés : pour mon âme, chaque jour, un agnea, un grīw et 5 hōfan de pain, et 4 pās de vin. pour les âmes de Sasan, le seigneur, et de Papak, le roi, et de Shapur, le roi et le fils de Papak, et d'Ardashir, le roi des rois, et de Xwarranzem, la reine de la terre, et d'Adur-Anahid, la reine des reines, et de Denag, la reine, et de Wahram, le roi de Gelan, et de Shapur, le roi de Meshan, et d'Ohrmezd-Ardashir, le grand-roi d'Arménie, et de Narseh, roi de Saka, et de Shapurduxtag, la reine de Saka, et de Cashmag, la noble femme, et de Peroz, le prince, et de Murrod, la noble femme et mère de Shapur, et de Narseh, le prince, et de Rodduxt, la princesse et la fille d'Anosag, et de Warazduxt, la fille de Xwarranzem, et de Staxryad, la reine, et de Hormezdag, le fils du roi de l'Arménie, et d'Hormezd et d'Hormezdag et Odabaxt et Wahram et Shapur et Peroz, les fils du roi de Meshan, et de Shapurduxtag, la fille du roi de Meshan, et de Ohrmzeduxtag, la file du roi de Saka : un agneau, un grīw et 5 hōfan de pain, et 4 pās de vin, et des agneaux qu'il resterait de cela - s'il en reste - pour les âmes auxquelles j'ai demandé qu'ils soient sacrifiés. »

### Notables du règne de Papak
« Ici se tiennent écrits ceux qui ont vécu sous le règne de Papak : Sasan, le fils d'Orsig ; Farrag, le fils de Farrag ; Wahrambad, le fils d'Horaq ; Asporag, le fils d'Asporag ; Puhrag, le fils de Marden ; Zig, le maître des cérémonies ; Shapur, le fils de Wezan ; Shapur, le fils de Mihrozan »

### Notables du règne d'Ardashir
« Ici se tiennent écrits ceux qui ont vécu sous le règne d'Ardashir le roi des rois : Sadaluf, roi d'Abrenag ; Ardashir, roi de Merv ; Ardashir, roi de Kerman ; Ardashir, roi de Sagan ; Denag, la mère du roi Papak ; Rodag, la mère d'Ardashir, le roi des rois. Denag, la reine des reines et la fille de Papak ; Arsadhir, le vice-roi ; Papak, le chiliarque ; Dehen de la maison de Waraz ; Sasan de la maison de Suren ; Sasan qui régna sur Andegan ; Peroz de la maison de Karin ; Gog de la maison de Karin ; Aburdam Ardashir-Farr ; Gelman de Demawend ; Raxsh, chef des armées ; Mard, le scribe en chef ; Papak, le grand maréchal ; Pacihr, le fils de Wisfarr ; Wifr, le fils de Farrag ; Mihrxwast le fils de Baresag ; Homfrad le commandant des immortels ; Diran, l'armurier ; Cihrag le juge ; Wardan le maître des écuries ; Mihrag le fils de Tosar ; Zig le fils de Zabr ; Sagbus, le maître des chasses ; Hudug, le majordone ; Jahen, l'échanson. »

### Notable du règne de Shapur
« Ici se tiennent écrits ceux qui vécurent sous mon règne : Ardashir, le roi d'Adiabène ; Ardashir, le roi de Kerman ; Denag, la reine de Meshan, dagsterd de Shapur ; Hamazasp, le roi d'Ibérie ; Vologèse, le prince et fils de Papak.Sasan, le prince qui fut amené dans la maison de Farragan ; un autre Sasan, le prince qui fut amené dans la maison de Kadugan ; Narseh, le prince et le fils de Peroz ; Narseh, le prince et le fils de Shapur ; Shapur, le vice-roi ; Papak, le chiliarque ; Peroz, le maître des écuries ; Ardashir de la maison de Waras ; Ardashir de la maison de Suren ; Narseh, gouverneur d'Andegan ; Ardashir de la maison de Karin ; Wohnam, administrateur en chef ; Frig, satrape de Weh-Antioche-Shapur ; Sridoy Shahmust ; Ardashir Ardashir-Snom ; Pacihr Tahm-Shapur ; Ardashir le satrape de Goman ; Cashmag New-Shapur ; Wohnam Shapur-Shnom ; Tirmihr, le maître du château de Shahrkerd ; Zig le maître des cérémonies ; Artaban de Demawend ; Gundifarr le fils d'Ewag ; Razmjoy et Pabic de Peroz-Shapur, fils de Shanbid ; Barzane, satrape de Gay ; Kerdsraw, le vice-roi ; Papak, le fils de Wisfarr ; Vologèse le fils de Séluk ; Yazadbed le conseiller de la reine ; Papak le porteur d'épée ; Narseh le satrape de Rind ; Tiyanag le satrape d'Hamadan ; Wardbed, chef du personnel ; Joymard, fils de Rastag ; Ardashir fils de Wifr ; Abursam, fils de Shapur et commandant de la garde du palais ; Narseh, fils de Barrag ; Shapur, fils de Narseh ; Narseh le majordome ; Hormezd, le scribe en chef ; Nadug le geôlier ; Papak le gardien de la porte ; Pasfard, le fils de Pasfard ; Abdagèse le fils de Dizbed ; Kerdir le prêtre ; Rastag le satrape de Weh-Ardashir ; Ardashir, le fils du vice-roi ; Mihrxwast le trésorier ; Shapur, administrateur en chef. Ashtad de la maison de Mihran, chargé du courrier ; Sasan l'eunuque, fils de Sasan ; Wirod le gardien du marché ; Ardashir, le satrape de Niriz ; Baydad le fils de Wardbed ; Kerdir le fils d'Ardawan ; Zurwandad le fils de Bandag ; Winnar le fils de Sasan ; Manzag l'eunuque ; Sasan le juge ; Wardan le fils de Nashbed ; Wardag le seigneur des sangliers ; pour tous, un agneau, un grīw et 5 hōfan de pain, et 4 pās de vin.
 À ce jour je m'applique dans les affaires et dans les choses religieuses pour les dieux, et je suis le dastgerd des dieux, et j'ai acquis et possédé avec l'aide des dieux ces si nombreuses terres et acquis gloire et bravoure, et que quiconque viendra après moi devra s'appliquer lui-même à son tour dans les affaires religieuses pour les dieux, pour que les dieux lui viennent en aide et fassent de lui leur dastgerd.
Ceci fut écrit de ma main par Hormezd le scribe, fils de Silag le scribe. »